# Eumerus pavlovskii
Eumerus pavlovskii är en tvåvingeart som beskrevs av Stackelberg 1964. Eumerus pavlovskii ingår i släktet månblomflugor, och familjen blomflugor.
Artens utbredningsområde är Armenien. Inga underarter finns listade i Catalogue of Life.